# Teplička (přítok Váhu, Trenčín)
Teplička je vodní tok na středním Pováží . Je to levostranný přítok Váhu s délkou 26,5 km.

## Pramen
Pramení v Strážovských vrších, v podcelku Zliechovská hornatina, v prostoru mezi vrchy Vápeč (955,5 m n. m.) a Homolka (906,6 m n. m.), v nadmořské výšce cca 560 m n. m.

## Směr toku
Zpočátku teče jihozápadním směrem přes obec Dolná Poruba, na jejímž území přibírá několik krátkých přítoků z obou stran. Následně se stáčí na západ, protéká několika osadami a po přibrání dalších krátkých přítoků vstupuje do intravilánu obce Omšenie. Za obcí napájí vodní nádrž Teplička a pokračuje více severozápadním směrem. Teče okrajem části Baračka, kde přibírá pravostranný přítok zpod Kamenných vrát, více rozšiřuje své koryto a dále protéká Trenčianskými Teplicemi. Přibírá levostranný přítok, tekoucí částí Červené Kopanice a vstupuje do Trenčínské kotliny. Protéká obcí Trenčianska Teplá, za ní se stáčí na západ a vzápětí na jih, teče souběžně s Vážským kanálem okolo Opatovej. Společně s korytem kanálu se obloukem stáčí opět na západ a protéká intravilánem města Trenčín. Z levé strany ústí do Tepličky potok Kubrica.

## Ústí
V blízkosti sídliště Sihoť I, a pod vodní nádrží, se vlévá do Vážského kanálu, který se po 1,5 km spojuje s hlavním korytem Váhu.
48°55′54″ s. š., 18°5′43″ v. d.